# Чиж (журнал)
«Чиж» («Чрезвычайно интересный журнал») — ежемесячный журнал для самой младшей возрастной группы читателей, выпускавшийся в Ленинграде детским отделом Государственного издательства (с 1935 года — ДЕТГИЗом) с января 1930 года по июнь 1941 года.
Первоначально выходил в качестве приложения к журналу «ЁЖ», ориентировавшемуся на подростковую аудиторию, позже стал самостоятельным изданием. Авторами литературных материалов выступали Евгений Шварц, Николай Олейников, участники литературной группы ОБЭРИУ: Даниил Хармс, Александр Введенский, Николай Заболоцкий. Главный консультант и идеолог журнала — Самуил Маршак. В качестве расшифровки названия редакция предлагала, как основной, вариант Чрезвычайно Интересный Журнал.

## История журнала
Детский отдел редакции был расположен в трёх комнатах на пятом этаже «Дома Книги» (ранее известного как Дом компании «Зингер») на проспекте 25-го Октября в Ленинграде. Одну комнату занимали редакторы, вторую — художники, маленький угловой кабинет — Самуил Маршак. Отдел начал формироваться в середине 1920-х годов по инициативе Корнея Чуковского и к началу 1930-х годов включал коллектив уникальных, талантливых авторов, в среде которых родилась концепция журнала для школьников среднего возраста «ЁЖ».
В первые годы существования «ЕЖа» в редакцию приходило много писем с просьбами напечатать что-нибудь для дошкольников, и в результате редакция пришла к необходимости издавать отдельный журнал для малышей. К январю 1930 года был подготовлен и выпущен первый номер «ЧИЖа». На его обложке был расположен хрестоматийный портрет Володи Ульянова, там же впервые опубликовано стихотворение Самуила Маршака и Даниила Хармса «Весёлые чижи». Редакцию в этот период возглавил 24-летний писатель, организатор первых пионерских отрядов Георгий Дитрих. Главный консультант изданий, постоянно занятый Маршак не мог уделять им достаточного внимания, настоящими хозяевами журналов стали Евгений Шварц и Николай Олейников (по воспоминаниям современников, сочетание «Шварц — Олейников» воспринималось, как «Салтыков-Щедрин»).
Через два года журнал ЧИЖ стал самостоятельным изданием. Заведующей редакцией редактором «ЧИЖа» стала Нина Гернет. Она вспоминает: «Редакция была весёлая. Писатели и художники приходили, как домой, сидели весь день, рассказывали, читали, придумывали, устраивали литературные розыгрыши и мистификации. Нам, сотрудникам редакции, заниматься непосредственно журналом было почти невозможно. Но мы ловили стихи, темы, мысли, которые могли пригодиться журналу; работали, когда проголодавшиеся писатели уходили обедать». Авторы ввели в журнал несколько разделов, которые совершенно по-новому подавали литературный и художественный материал для детей: первые регулярно публикуемые советские комиксы Б. Малаховского с постоянным персонажем «Умная Маша», литературный «журнал в журнале» «Красная шапочка» с новыми произведениями Даниила Хармса, Александра Введенского, Эстер Паперной, Нины Гернет, раёшники Евгения Шварца. Уровню литературного материала соответствовали иллюстрации Б. Антоновского, Н. Радлова, В. Конашевича, Ю. Васнецова, Е. Чарушина, В. Курдова, А. Пахомова, В. Лебедева, Усто Мумина, Н. Тырсы, А. Рылова и других художников.
К 1936 году тираж журнала достиг 75 тысяч экземпляров, в 1938-м — 100 тысяч. Сравниться по популярности с «ЧИЖом» было не в состоянии ни одно детское периодическое издание тех лет.
Никогда в России, ни до, ни после, не было таких искренне весёлых, истинно литературных, детски озорных детских журналов
Корней Чуковский
С самого начала существования журнал подвергался пристальному вниманию политической цензуры и критике властей в аполитичности и буржуазности. Особенно это относилось к творческому вкладу обэриутов. Если до середины 1930-х годов давление ограничивалось административными мерами в отношении творческого процесса, то после авторы были репрессированы по политическим мотивам. В 1937 году арестованы 9 сотрудников редакции и авторов журнала, в том числе Николай Олейников, Георгий Дитрих, Тамара Габбе, Александра Любарская. Большинству оставшихся работников предложено увольнение, навсегда оставила редакционную деятельность Н. В. Гернет. В предвоенные годы журнал существенно изменился по содержанию и оформлению. Его авторами стали Михаил Зощенко, Юрий Герман, Елена Данько, Лев Квитко и другие. С началом Великой Отечественной войны журнал был закрыт.